# Crimson (Edge of Sanity)
Crimson è il quinto album in studio del gruppo musicale progressive death metal svedese Edge of Sanity, pubblicato dalla Black Mark nel 1996. È un concept album composto da un'unica traccia della durata di 40 minuti che narra di una storia ambientata in un lontano futuro, quando la civilizzazione umana è ormai vicina al termine. Il concept venne in seguito ripreso in Crimson II.
È considerato tra le pietre miliari del genere.

## Tracce
1. Crimson – 40:00
2. Murder Divided (bonus track)) – 3:16

### Formazione
- Dan Swanö - chitarra ritmica e acustica, tastiera, voce
- Andreas Axelsson - chitarra
- Benny Larsson - batteria
- Anders Lindberg - basso
- Sami Nerberg - chitarra

### Altri musicisti
- Anders Måreby - voce death, violoncello
- Mikael Åkerfeldt - chitarra Solista e voce

### Credits
- Musica scritta ed arrangiata dagli Edge of Sanity nel novembre 1995
- Testi scritti da Axelsson/Swanö nel gennaio 1996
- Crimson è stata registrato e mixato presso Unisound da Dan Swanö e ProMix dal 1º dicembre a gennaio 1996
- Masterizzato ed edito digitalmente da Peter in de Betou & Dan Swanö, Stoccolma, gennaio 1996
- Disegno copertina: Duncan C. Storr
- Progetto della copertina dell'album: Dan Swanö
- Design e Layout: Maren Lotz
- Produttore esecutivo: Börje Forsberg
- Promotore: Björn Schrenk